# Qilin (Qujing)

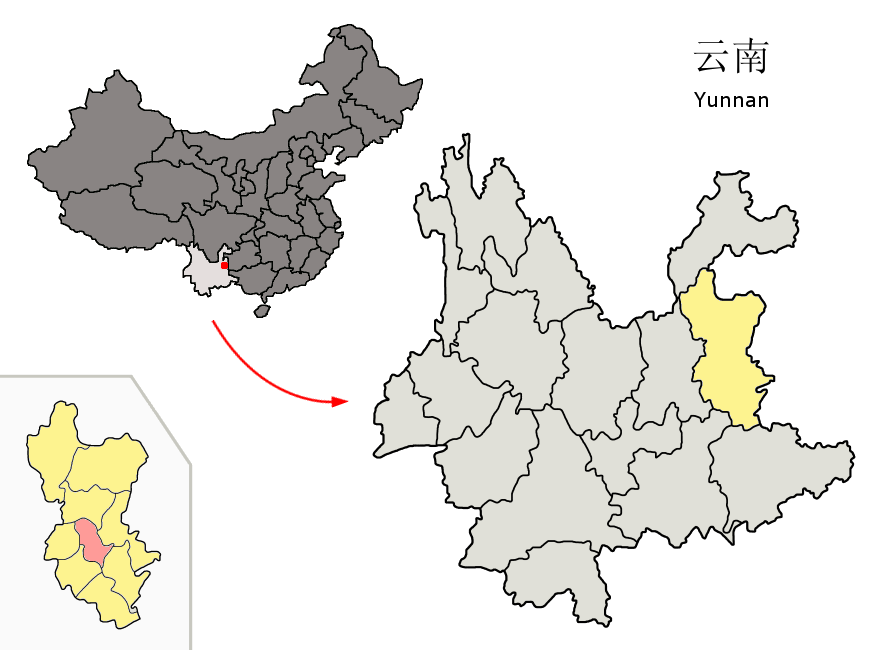
Lage des Kreises Qilin (rosa) in Qujing (gelb)

Der Stadtbezirk Qilin (麒麟区; Pinyin: Qílín Qū) ist ein Stadtbezirk im Osten der chinesischen Provinz Yunnan. Er gehört zum Verwaltungsgebiet der bezirksfreien Stadt Qujing und liegt im Westen von Qujing. Qilin hat eine Fläche von 1.547 Quadratkilometern und zählt 996.279 Einwohner (Stand: Zensus 2020). Er ist Regierungssitz von Qujing.

## Administrative Gliederung
Auf Gemeindeebene setzt sich der Stadtbezirk aus fünf Straßenvierteln, drei Großgemeinden und drei Gemeinden zusammen. Diese sind: 
- Straßenviertel Nanning 南宁街道
- Straßenviertel Jianning 建宁街道
- Straßenviertel Baishijiang 白石江街道
- Straßenviertel Liaokuo 廖廓街道
- Straßenviertel Xishan 西山街道

- Großgemeinde Sanbao 三宝镇
- Großgemeinde Yuezhou 越州镇
- Großgemeinde Dongshan 东山镇

- Gemeinde Zhujie 珠街乡
- Gemeinde Yanjiang 沿江乡
- Gemeinde Ciying 茨营乡